# (16490) 1990 ST2
A (16490) 1990 ST2 a Naprendszer kisbolygóövében található aszteroida. Henry E. Holt fedezte fel 1990. szeptember 18-án.